# Centaures de Grenoble
I Centaures de Grenoble sono una squadra di football americano di Grenoble, in Francia; fondati nel 1984, hanno vinto 1 titolo di divisione 2 e 1 titolo di divisione 3.

## Dettaglio stagioni

### Tornei

#### Tornei nazionali

##### Campionato

###### Division Élite
| Stagione | regular season | regular season | regular season | regular season | regular season | regular season | playoff | playoff | playoff | playoff | playoff | playoff           | playoff               |
|          | Vin            | Par            | Per            | Tot            | PF             | PS             | Vin     | Per     | Tot     | PF      | PS      | risultato         | avversaria            |
| -------- | -------------- | -------------- | -------------- | -------------- | -------------- | -------------- | ------- | ------- | ------- | ------- | ------- | ----------------- | --------------------- |
| 2011     | 6              | 1              | 3              | 10             | 251            | 215            | 1       | 1       | 2       | 63      | 60      | Casque de Diamant | Flash de La Courneuve |
| 2012     | 4              | 0              | 6              | 10             | 179            | 233            | -       | -       | -       | -       | -       | -                 | -                     |
| 2013     | 1              | 0              | 9              | 10             | 92             | 279            | 0       | 1       | 1       | 14      | 27      | Retrocessi        | Centurions de Nîmes   |
| 2019     | 6              | 0              | 4              | 10             | 189            | 182            | 0       | 1       | 1       | 7       | 45      | Wild Card         | Spartiates d'Amiens   |
| 2020     | 2              | 0              | 1              | 3              | 75             | 55             | -       | -       | -       | -       | -       | -                 | -                     |
| 2022     | 2              | 0              | 8              | 10             | 147            | 273            | -       | -       | -       | -       | -       | -                 | -                     |
| 2023     | 2              | 0              | 8              | 10             | 137            | 289            | -       | -       | -       | -       | -       | -                 | -                     |
| Totale   | 23             | 1              | 39             | 63             | 1070           | 1526           | 1       | 3       | 4       | 84      | 132     |                   |                       |

Fonti: Enciclopedia del Football - A cura di Massimo Mezzetti

###### Deuxième Division
| Stagione | regular season | regular season | regular season | regular season | regular season | regular season | playoff | playoff | playoff | playoff | playoff | playoff     | playoff                 |
|          | Vin            | Par            | Per            | Tot            | PF             | PS             | Vin     | Per     | Tot     | PF      | PS      | risultato   | avversaria              |
| -------- | -------------- | -------------- | -------------- | -------------- | -------------- | -------------- | ------- | ------- | ------- | ------- | ------- | ----------- | ----------------------- |
| 2017     | 5              | 0              | 3              | 8              | 173            | 166            | 1       | 1       | 2       | 28      | 58      | Semifinale  | Blue Stars de Marseille |
| 2018     | 6              | 1              | 3              | 10             | 322            | 163            | 2       | 1       | 3       | 130     | 100     | Casque d'Or | Spartiates d'Amiens     |
| Totale   | 11             | 1              | 6              | 18             | 495            | 329            | 3       | 2       | 5       | 158     | 158     |             |                         |

Fonti: Enciclopedia del Football - A cura di Massimo Mezzetti

##### Tornei internazionali

###### EFAF Cup
| Stagione | regular season | regular season | regular season | regular season | regular season | regular season | playoff | playoff | playoff | playoff | playoff | playoff    | playoff             |
|          | Vin            | Par            | Per            | Tot            | PF             | PS             | Vin     | Per     | Tot     | PF      | PS      | risultato  | avversaria          |
| -------- | -------------- | -------------- | -------------- | -------------- | -------------- | -------------- | ------- | ------- | ------- | ------- | ------- | ---------- | ------------------- |
| 2012     | 2              | 0              | 0              | 2              | 47             | 15             | 0       | 1       | 1       | 20      | 36      | Semifinale | Triangle Razorbacks |
| Totale   | 2              | 0              | 0              | 2              | 47             | 15             | 0       | 1       | 1       | 20      | 36      |            |                     |

Fonti: Enciclopedia del Football - A cura di Massimo Mezzetti

### Riepilogo fasi finali disputate
| Anno           | Luogo     | Evento            | Fase del torneo   | Incontro                                        | Risultato |
| 18 giugno 2011 | Parigi    | Division Élite    | Casque de Diamant | Flash de La Courneuve - Centaures de Grenoble   | 45 - 27   |
| 16 giugno 2012 | Vejle     | EFAF Cup          | Semifinale        | Triangle Razorbacks - Centaures de Grenoble     | 36 - 20   |
| 16 giugno 2013 |           | Division Élite    | Playout           | Centaures de Grenoble - Centurions de Nîmes     | 14 - 27   |
| 4 giugno 2017  | Marsiglia | Deuxième Division | Semifinale        | Blue Stars de Marseille - Centaures de Grenoble | 44 - 7    |
| 23 giugno 2018 | Amiens    | Deuxième Division | Casque d'Or       | Spartiates d'Amiens - Centaures de Grenoble     | 35 - 19   |
| 1º giugno 2019 | Amiens    | Division Élite    | Wild Card         | Spartiates d'Amiens - Centaures de Grenoble     | 45 - 7    |

## Palmarès
- 1 Casque d'Or (1988)
- 1 Casque d'Argent (2004)
- 1 Campionato junior a 9 (2009)